# Tarunajaya (Sukaraja)
Tarunajaya is een bestuurslaag in het regentschap Tasikmalaya van de provincie West-Java, Indonesië. Tarunajaya telt 4945 inwoners (volkstelling 2010).